# باریس بسداس
باریس بسداس (انگلیسی: Barış Başdaş؛ زادهٔ ۱۷ ژانویهٔ ۱۹۹۰) بازیکن فوتبال اهل ترکیه است.
از باشگاه‌هایی که در آن بازی کرده‌است می‌توان به باشگاه ورزشی گوزتپه، باشگاه ورزشی آدانا دمیرسپور، و باشگاه فوتبال قاسم‌پاشا اسپور اشاره کرد.
وی همچنین در تیم‌های ملی فوتبال جوانان ترکیه، زیر ۲۱ سال ترکیه، و Turkey A2 national football team بازی کرده‌است.